# Habershonia repandens
Habershonia repandens là một loài bướm đêm trong họ Noctuidae.